# Слуцкое княжество
Слуцкое княжество (бел. Слуцкае Княства) — первоначально удельное княжество Туровской земли в XII—XIV вв. Выделилось в 1160 году, окончательно оформилось в 1190-е гг. В XIV—XVIII веках — крупное феодальное княжество в составе Великого княжества Литовского.

## История княжества
Первое упоминание о Слуцке (Случеск) встречается в «Повести временных лет» около 1116 года: минский князь Глеб Всеславич вторгся во владения Владимира Мономаха, «воевал дреговичи и Случеск пожег». В списке середины XVII века в составе Киево-Печерский патерик под редакцией Иосифа Тризны имеется комплекс Туровских уставов, в состав которого входит уставная грамота об основании Туровской епископии, согласно которой Владимир Святославич придал Туровской епархии летом 6513 (1005) года вместе с другими городами и Слуцк. Согласно описанию церквей и приходов Минской епархии 1879 года, в исторических источниках в первый раз упоминается г. Слуцк, в истории княжения Владимира Мономаха в 1086 году. В 1097 годупо решению Любечского съезда князей — потомков Ярослава Мудрого Слуцк, вместе с Киевом и Туровом был передан Святополку Изяславичу.
Занимало территорию от Немана и Лани до Птичи и Припяти, включало города Слуцк, Копыль, Петриков, Тимковичи, Уречье, Любань, Старые Дороги, Умговичи, Таль, Погост и др.
Первым из упоминаемых владельцев Слуцка был Юрий Долгорукий. В 1149 году он передал Слуцк во владение северскому князю Святославу. В 1160—1162 годах глава удельного Слуцкого княжества внук Владимира Мономаха — Владимир Мстиславич. Против него выступила коалиция князей во главе с его братом киевским князем Ростиславом Мстиславичем. Их дружины осадили Слуцк, и Владимир Мстиславич вынужден был сдаться. Впоследствии (двести лет) княжеством управляли потомки туровского князя Юрия Ярославича. В 1387 году в грамоте упоминается слуцкий князь Юрий, последний из этой династии.
В начале XIII века Слуцкое княжество, как и другие удельные княжества Туровской земли, попало в зависимость от сильного тогда Галицко-Волынского княжества. С 1320 года Слуцкое княжество в составе Великого княжества Литовского. В 1395 году, когда великий князь литовский Витовт, отобрав Киевское княжество, передал Слуцкое княжество брату польского короля Ягайло князю Владимиру Ольгердовичу, оно вошло в состав Великого княжества Литовского, и на протяжении двух веков Слуцк являлся одним из политических и культурных центров этого государства. До конца XIV века в нём правили князья туровской линии Рюриковичей. После смерти Владимира Ольгердовича (после 1398), Слуцк вместе с Копылем выделился как удел его сына Олельки и его наследников Олельковичей — Семёна, Михаила, Юрия и Семёна.
Олелько Владимирович в 1440 году получил Киевское княжество, а наместником Слуцкого княжества оставил старшего сына Семёна Олельковича. После смерти (1454) Олелько Владимировича, Семён получил Киевское княжество, а младший сын Михаил Олелькович стал княжить в Слуцке по 1481 год. После смерти Семёна Олельковича его брат Михаил Олелькович рассчитывал получить киевский престол, но безуспешно. Он со сторонниками — князьями Фёдором Ивановичем Бельским и Иваном Юрьевичем Гольшанским — решили свергнуть великого князя Литовского Казимира IV и возвести на литовский трон Михаила Олельковича, как потомка великого князя Ольгерда. Но заговор раскрылся, и Михаила Олельковича в 1481 году казнили на городской площади в Вильно. Слуцкое княжество отошло вдове казненного Анне Мстиславской (дочери князя Ивана Мстиславского) и малолетнему сыну Семёну, княжившему с 1481 по 1503 год.
С 1569 года и до XVIII века Слуцкое княжество входило в Речь Посполитую. По кончине в 1578 году князя Юрия Юрьевича Олельковича, каждый из его трех сыновей (Юрий, Ян-Симеон, Александр) получил по завещанию по части города Слуцка и по трети княжества. По смерти братьев (соответственно в 1586, 1591, 1592) все части перешли в наследство дочери князя Юрия — Софье (последней из рода Олельковичей). В 1600 году пятнадцатилетняя Софья Олелькович (1585—1612) вышла замуж за 21-летнего Януша Радзивилла. Она умерла в 1612 году, оставив все свои громадные владения мужу. Януш Радзивилл получил Слуцкое княжество с городами Слуцк и Копыль, местечками Романов, Старобин, Любань, Песочное и 32 фольварками.
До XVI века княжеством управлял князь при помощи боярской «думы». У князя были свои вассалы — «князья» и «бояре», получавшие за службу поместья. В волостях управляли наместники князя. В XVI века оно постепенно превратилось в феодальную вотчину. До конца XVIII века оставалось последним сохранившимся восточноевропейским княжеством, с 1507 года входя в Новогрудский повет и одновременно сохраняя в структуре административной, судебной и военной организации некоторые черты бывшего удельного владения.
При княжеском дворе в 1670—1705 годах работала типография, в 1738—1755 годах — суконная мануфактура, в 1730—1884 годах — мануфактура шёлковых поясов (Слуцкая персиярня), в 1751—1760 годах действовал театр Радзивиллов.
В 1791 году княжество было ликвидировано, вместо него создан Случерецкий повет Новогрудского воеводства.
При втором разделе Речи Посполитой (1793) Слутчина отошла к России, был образован Слуцкий уезд в составе Минской губернии. Что касается многовекового центра княжества города Слуцка, после смерти в 1832 году последней из слуцких Радзивиллов (Стефании Радзивилл) он перешёл к её мужу графу Людвигу Витгенштейну, который передал его в 1847 году государству.